# Arroyos y Esteros
Arroyos y Esteros – miasto w Paragwaju, w departamencie Cordillera.
Miejscowość założył katolicki duchowny Fidel Maíz. Jako że nie jest znana dokładna data utworzenia miasta, za rocznicę założenia przyjmuje się datę 9 marca 1767 roku, dzień śmierci księdza Maíza.

## Populacja
Źródło:

### Struktura ludności
Według danych z 2020 roku miasto zamieszkuje 12 482 kobiet i 13 176 mężczyzn.